# Aracana aurita
Aracana aurita là một loài cá bản địa Đông Ấn Độ Dương. Loài này được miêu tả lần đầu bởi by George Shaw vào năm 1798. Chúng là loài ăn thịt và làm lộ con mồi ở tầng đáy bắng cách thổi vào lớp bùn đáy.
Loài này lớn hơn loài aracana ornata trong chi, với chiều dài tối đa 20 cm.